# Nemessándorháza
Nemessándorháza je vas na Madžarskem, ki upravno spada pod podregijo Zalaegerszegi Županije Zala.